# Adelaide Plains Council
Adelaide Plains Council, till 2016 District Council of Mallala, är en kommun i Australien. Den ligger i delstaten South Australia, omkring 49 kilometer norr om delstatshuvudstaden Adelaide. Antalet invånare är 8 611.
Följande samhällen finns i Adelaide Plains Council:
- Lewiston
- Two Wells
- Mallala
- Wild Horse Plains
- Dublin
- Parham